# Autoroute A3 (Roumanie)
Pour les articles homonymes, voir Autoroute A3.

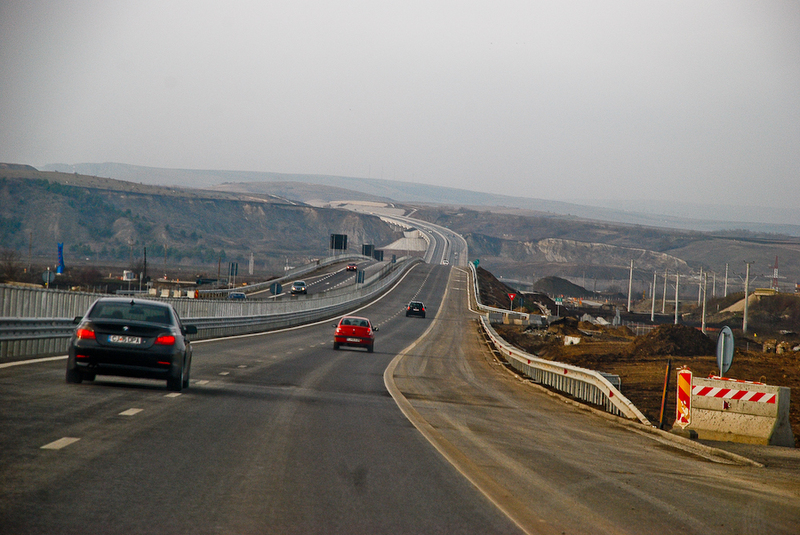
L'autoroute A3, entre Gilău et Turda

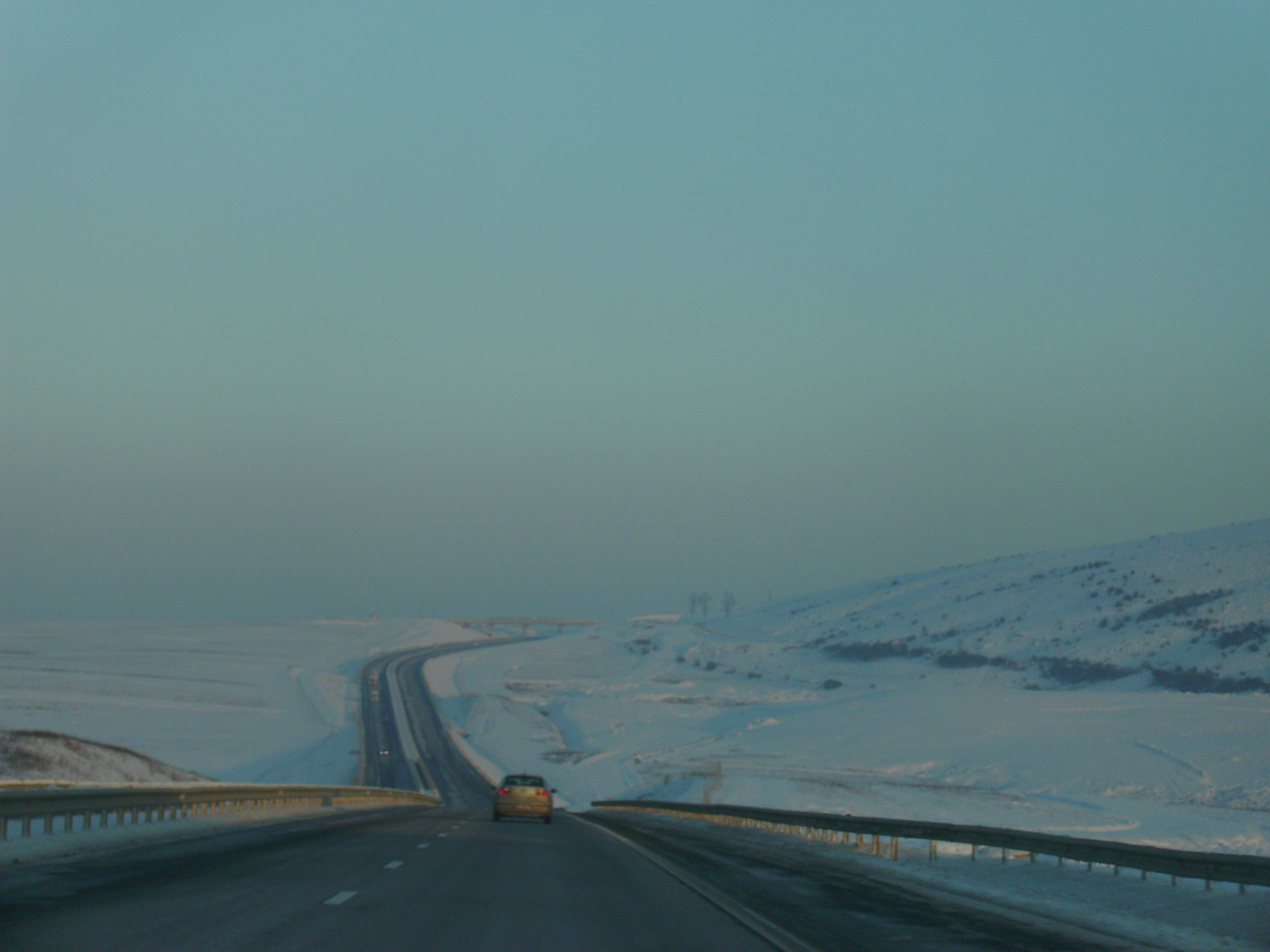
L'A3 à proximité de Cluj-Napoca.

L'autoroute A3 ou Autoroute de Transylvanie (roumain: Autostrada Transilvania) est un projet d'autoroute en Roumanie de la Bechtel Corporation.
Itinéraire : Bucarest - Ploiești - Brașov - Făgăraș - Sighișoara - Târgu Mureș - Cluj-Napoca - Zalău - Oradea - frontière hongroise.
La construction du tronçon Brașov - Borș, d'une longueur de 415 km, a commencé en juin 2004. Le contrat signé entre le gouvernement roumain et l'entreprise américaine Bechtel a causé des problèmes importants au Parlement de Roumanie et avec l'Union européenne. Cependant le projet a été maintenu, vu le besoin urgent d'une alternative à la route nationale DN1, qui est la route la plus congestionnée de Roumanie en 2006.
Une fois terminée, cette autoroute devrait supporter la plus grande partie du trafic automobile de l'est de l'Union européenne. Alors même que le contrat conclu entre l'État roumain et Bechtel a prorogé jusqu'au 31 décembre 2013 la date de finalisation de l'autoroute, les travaux sur 6 des 8 tronçons n'avaient pas commencé au 1er septembre 2010.
Le tronçon Gilău - Turda a été inauguré le 1er décembre 2009, le tronçon Bucarest - Ploiești ouvert le 19 juillet 2012.

## Galerie

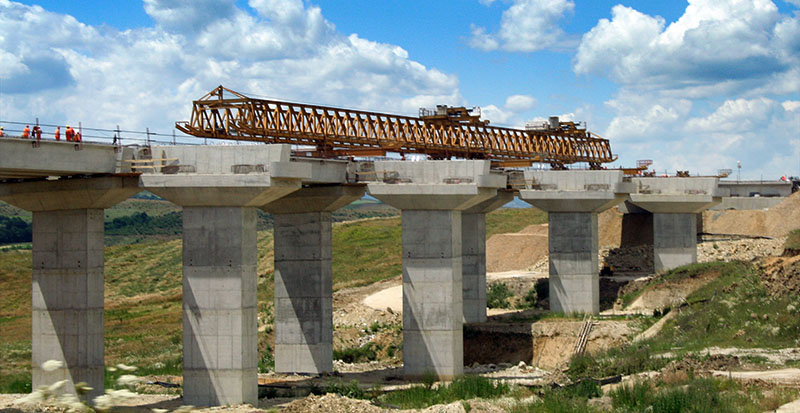
Construction de l'A3
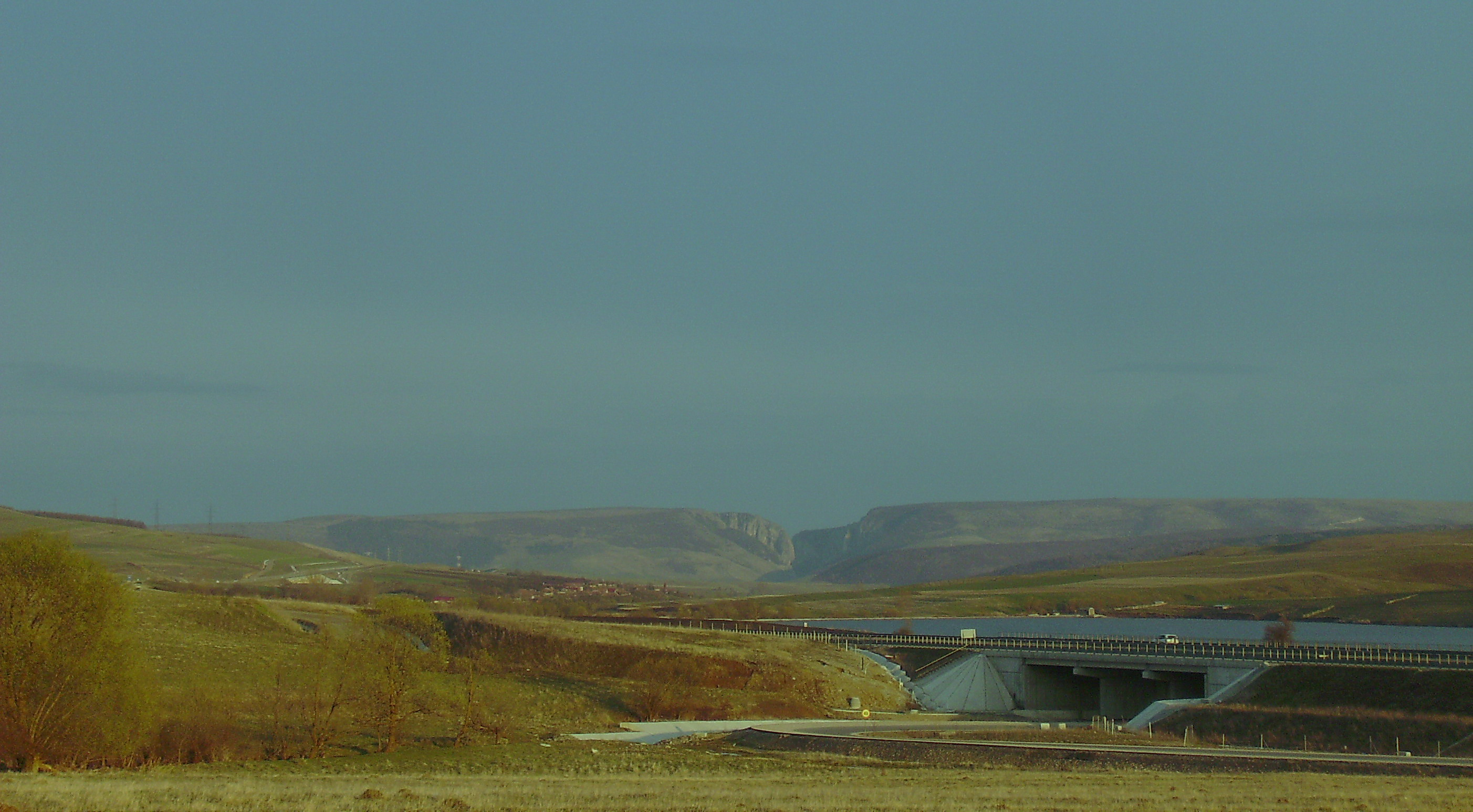
A3 à l'ouest de Cheile Turzii
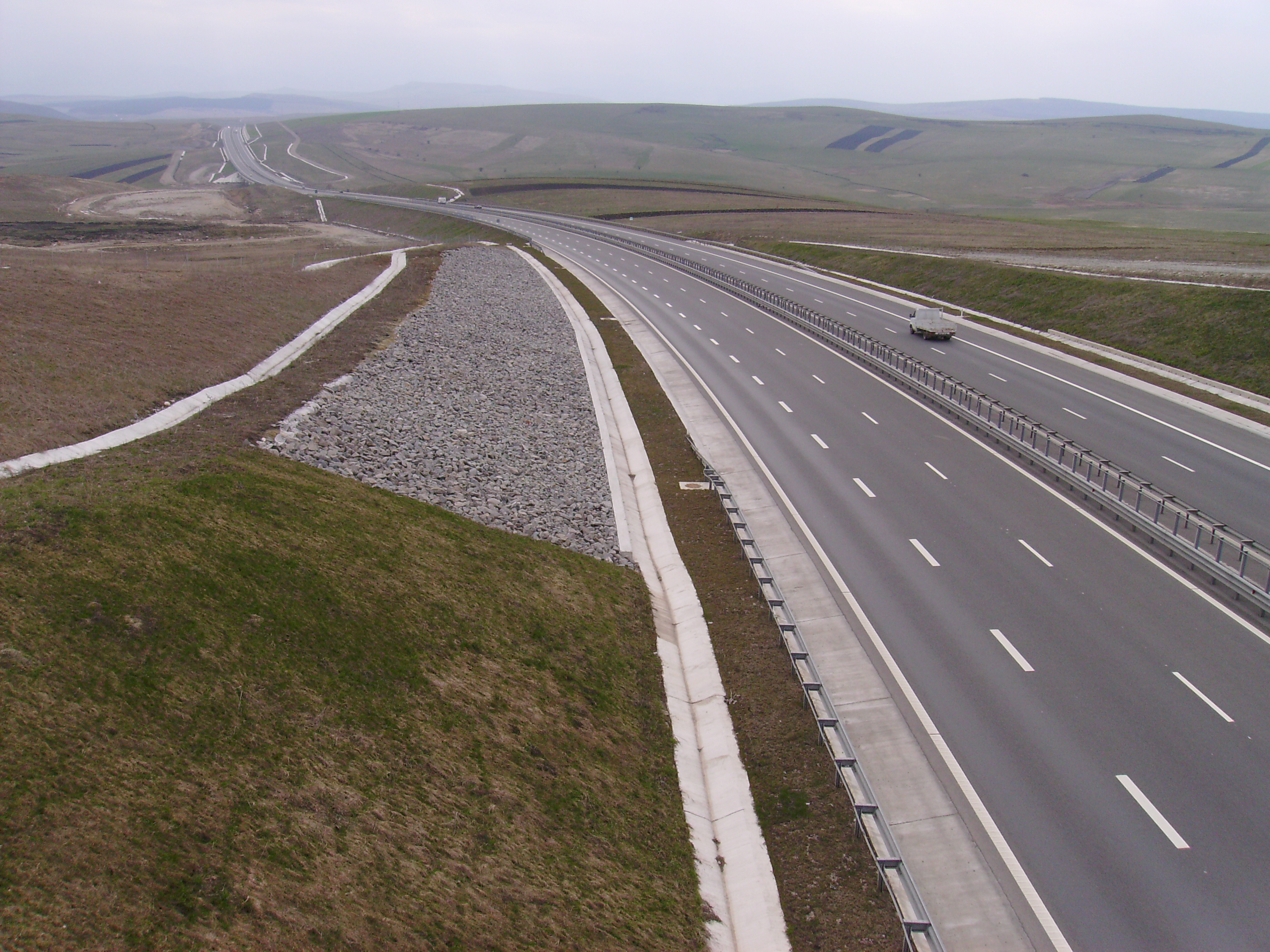
A3 à proximité de Cheile Turzii
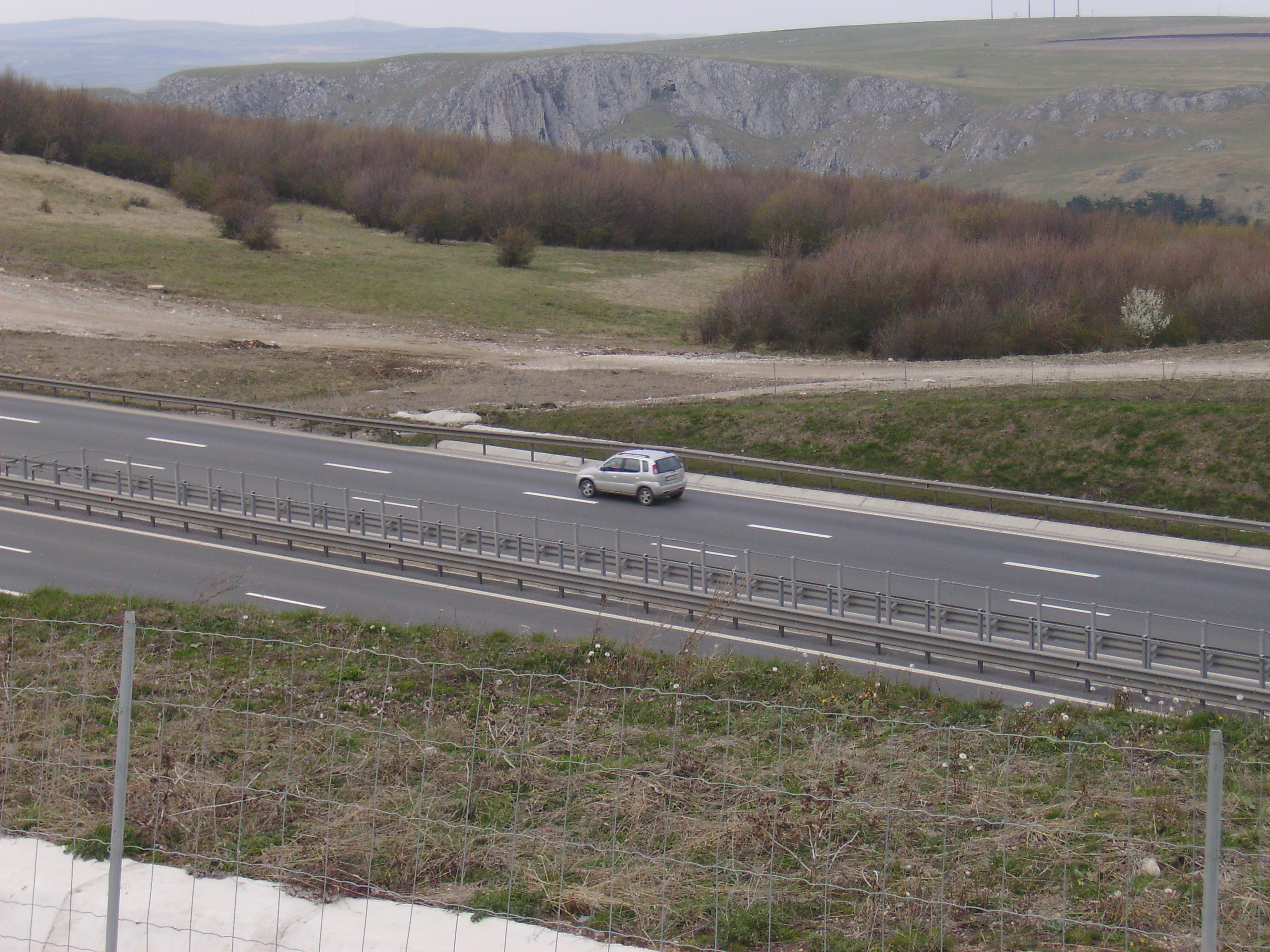
A3 à côté de Cheile Turului
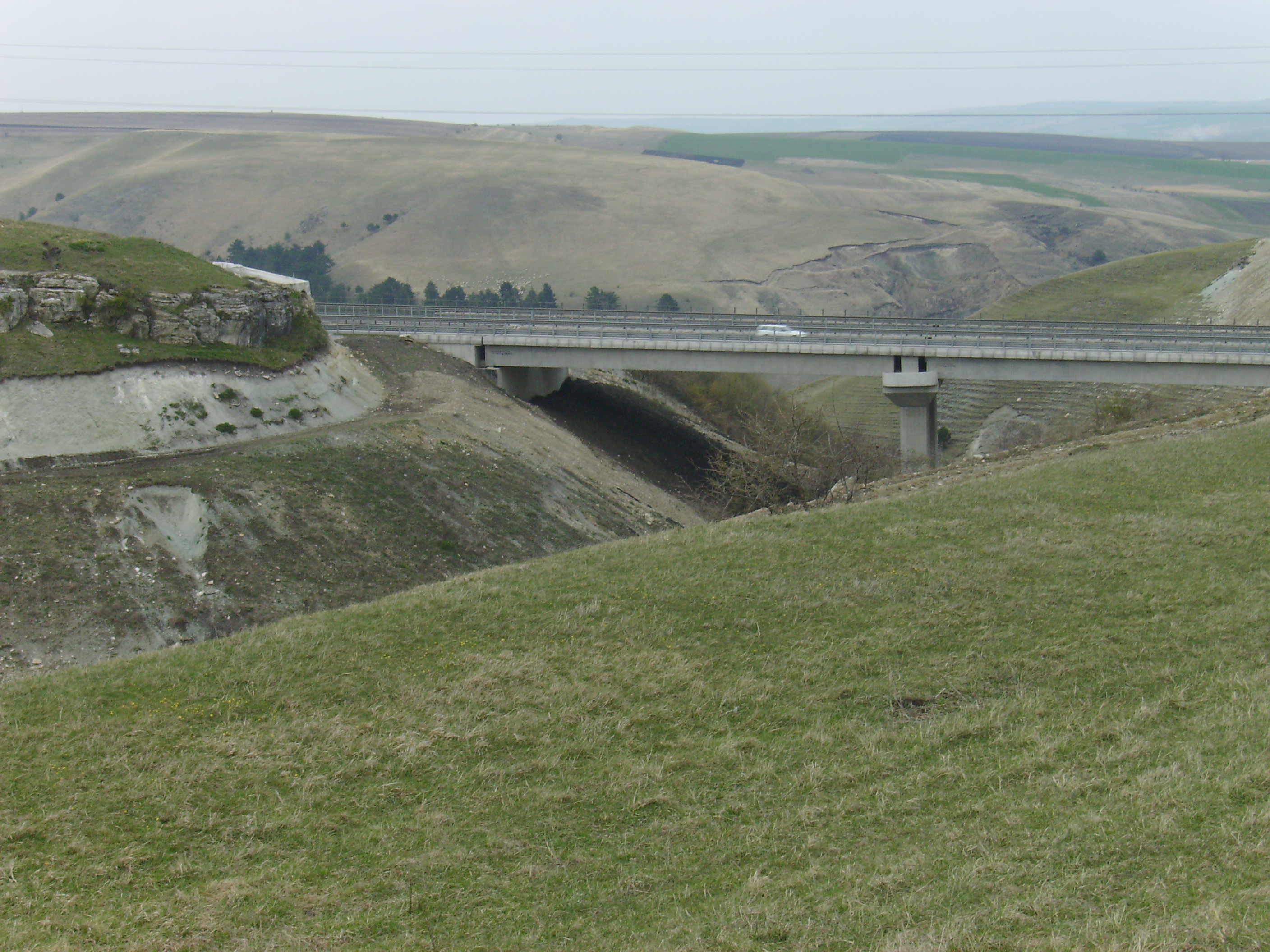
A3 traversant une partie de Cheile Turului